# لادا نيفا

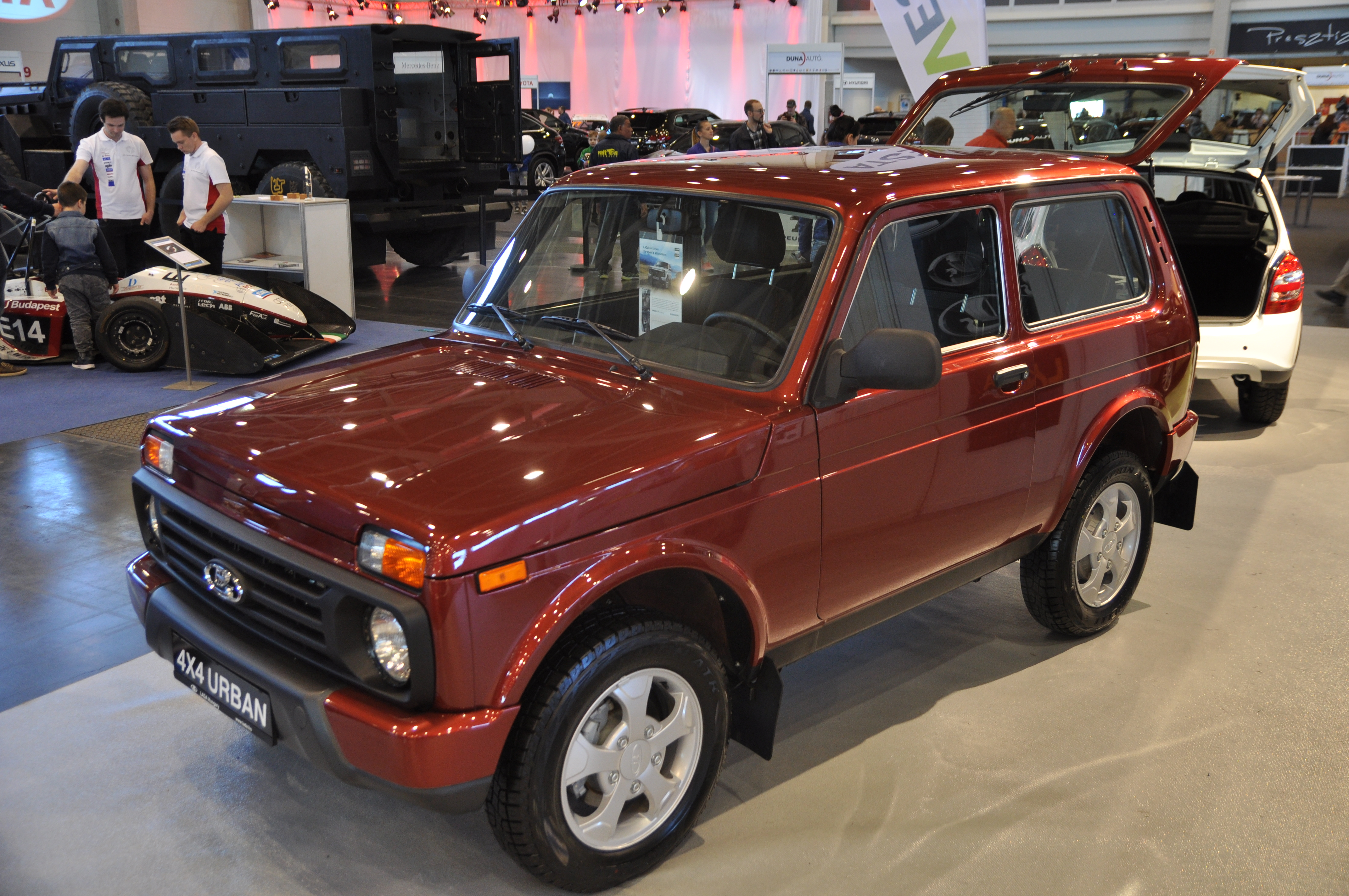
لادا نيفا

لادا نيفا (بالروسية: Лада Нива) هي إحدي سيارات الدفع الرباعي، مصممة للسير في الطرق الوعرة، تنتجها شركة أوتوفاز الروسية لصناعة السيارات، بالرغم من أن موديل نيفا بدأ إنتاجه منذ عام 1977 إلا أنه يتمتع بشعبية كبيرة حتى الآن في كلا من روسيا (بلد المنشأ)، كندا، أمريكا الجنوبية، الشرق الأوسط وبعض مناطق أوروبا، وبصفة عامة في البلاد ذات الطبيعة الوعرة، حيث تبرز الحاجة لسيارة متينة تتحمل تلك الطرق، مع تكلفة منخفضة مقارنة بمثيلاتها.

## تاريخ
لادا نيفا التي كانت تحمل موديل رقم 2121 كانت أولى الموديلات التي انتجها المصنع دون الاعتماد على موديلات فيات الإيطالية، مع ان أغلب الاجزاء الميكانيكية ظلت إيطالية التصميم إلا أن الجسم الخارجى ونظام القيادة الرباعي والتعليق الامامى كانوا من تصميم الخبراء الروس.
بدأ الإنتاج المتسلسل لهذا الموديل في عام 1977 ولايزال ينتج حتى الآن دون أن يطرأ عليه أي تعديل جوهرى.
و يتم إنتاجها في مصر منذ 2008 وحتى وقت كتابة المقالة ولكن ليست في قوة وصلابة مثيلاتها الروسية.لكنها قوية وتعيش طويلا وأ رخص من مثيلاتها رباعية الدفع....نيفا المصنعة في مصر تصنع في مصنع لادا بالعاشر من رمضان بمواصفات ممتازة تشتمل على جسم معالج ضد الصدأ وبمكيف هواء لكنه ضعيف نسبياً.
كما أنها مزودة بواقيات بلاستيكية لدوائر الرفارف، والأهم من كل هذا وهو بالفعل الاختلاف الأهم في هذا الموديل عن سابقيه وهو كما يلى :
1- المحرك سعته الليتربة أصبحت 1700 سى سى بدلا من 1600 في القديم.
2- استبدل نظام خالط الوقود الكاربريتور بنظام البخاخات أو الرشاشات وهي من صنع المانى.
3- اضيفت مجموعة من الحساسات الإلكترونية لتحسين الأداء بصورة فاعلة للغاية الا انها تمثل مشكلة في الصيانة لارتفاع سعرها وندرتها نوعا ما ورداءتها.
4- السيارة مزودة بالمؤازر الخاص بعجلة القيادة (الباور ستيرنج)
5- نظام ضخ الوقود بمضخة كهربية.
6- سعة خزان الوقود صغيرة للغاية.
7- استهلاكها للوقود محدود نظرا لدور الحساسات المضافة والتي تتحكم في أداء المحرك